# Acanthodactylus dumerilii
Acanthodactylus dumerilii är en ödleart som beskrevs av  Milne-edwards 1829. Acanthodactylus dumerilii ingår i släktet fransfingerödlor, och familjen lacertider. Inga underarter finns listade i Catalogue of Life.